# ساحة الثقافات (مليلية)
تعد ساحة ساحة الثقافات واحدة من أكثر الأماكن رمزية في مليلية. تقع هذه الساحة في منطقة مليلية لا فيجا وهي بمثابة تكريم للتنوع الثقافي للمدينة. يمكنك أن تجد فيه منحوتات ومعالم مختلفة تمثل الثقافات المختلفة التي تركت بصماتها في مليلية، مثل المسيحية أو اليهودية أو الإسلامية . 

## تاريخ
بدأت إعادة تصميمه في أبريل 2002 وتم الانتهاء منه في سبتمبر 2004 ومنذ ذلك الحين اكتسب مكانة مرموقة بفضل معدات الزينة الخاصة بنا.  

## وصف
وتبلغ مساحة الساحة أكثر من 8700 متر مربع. وبمناسبة بنائه، تم أيضًا إنشاء مبنى جانبي جديد، على مساحة حوالي 600 متر مربع، مخصص في الطابق الأرضي لإيواء مباني تجارية ومكتب سياحي، وفي الطابق الأول لإيواء مكاتب مثل تلك التابعة لاتحاد كرة القدم. وفي الجزء السفلي منه تم إنشاء موقف سيارات تحت الأرض يتسع لـ 265 مركبة.  

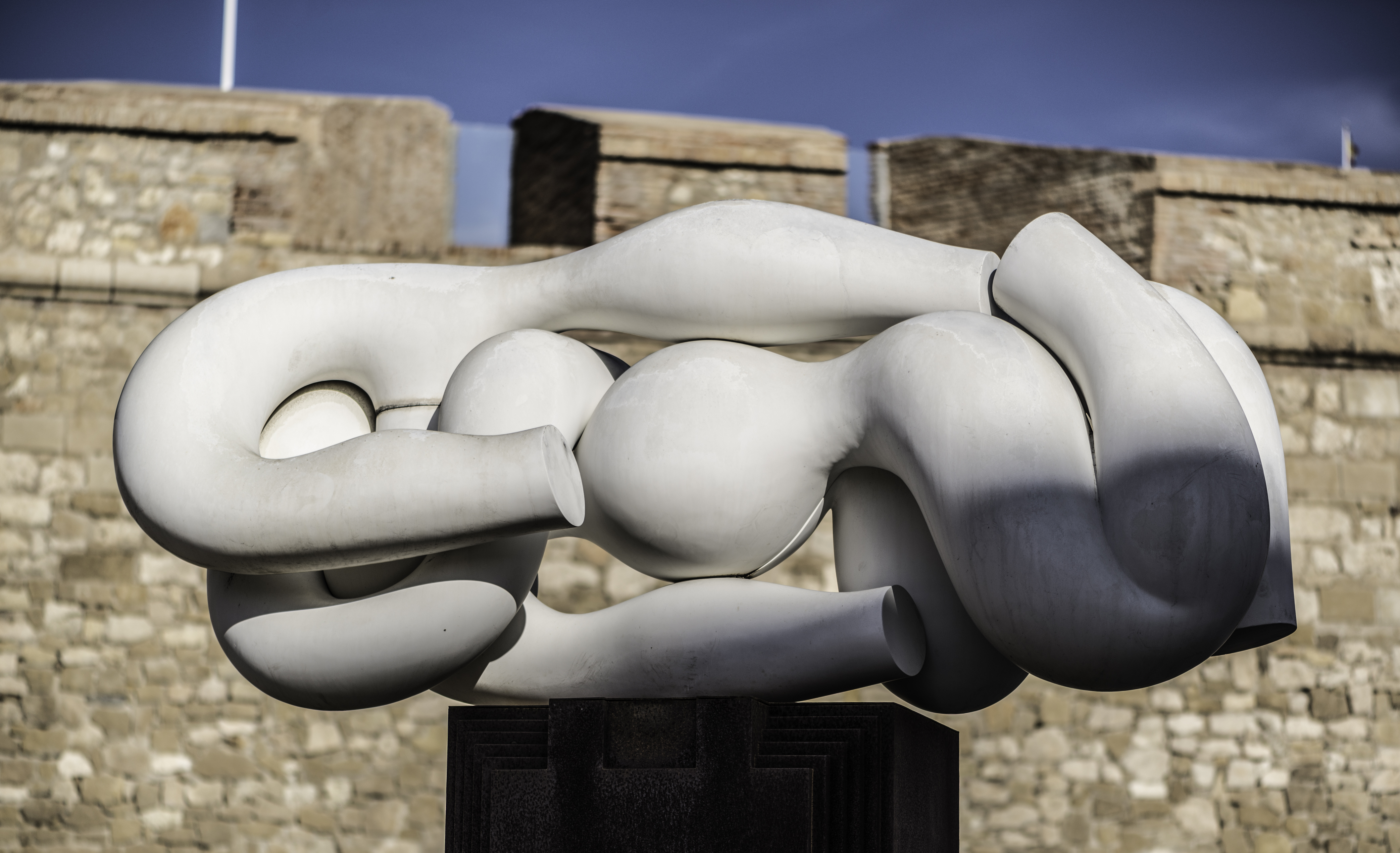
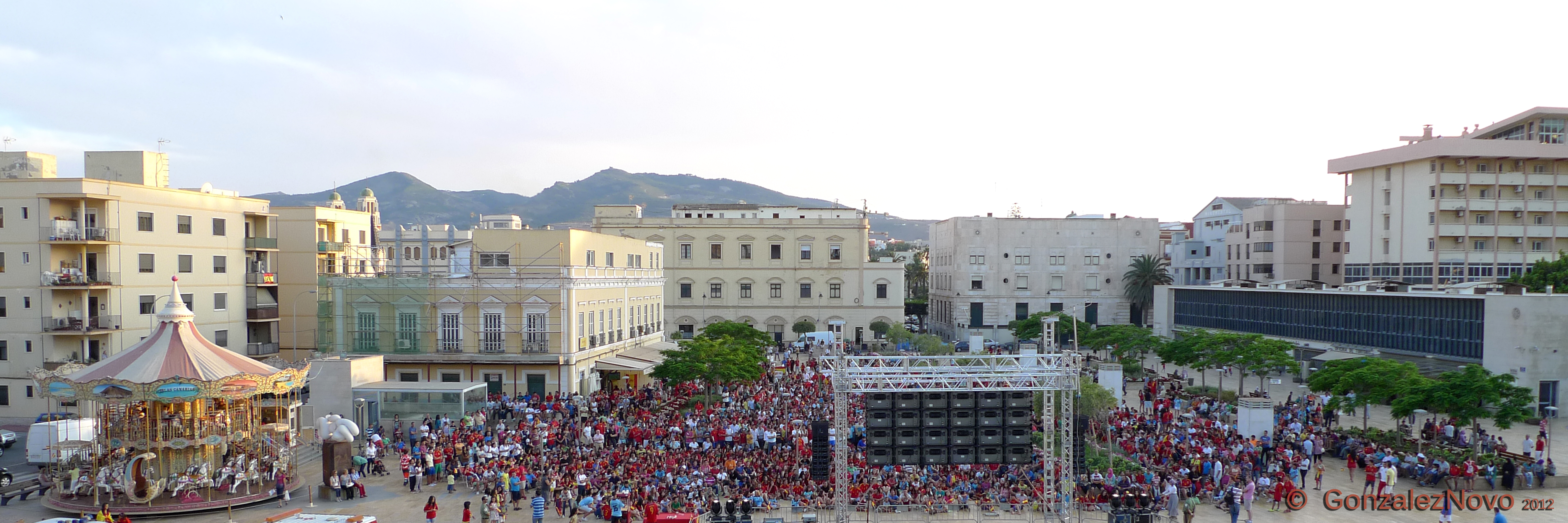
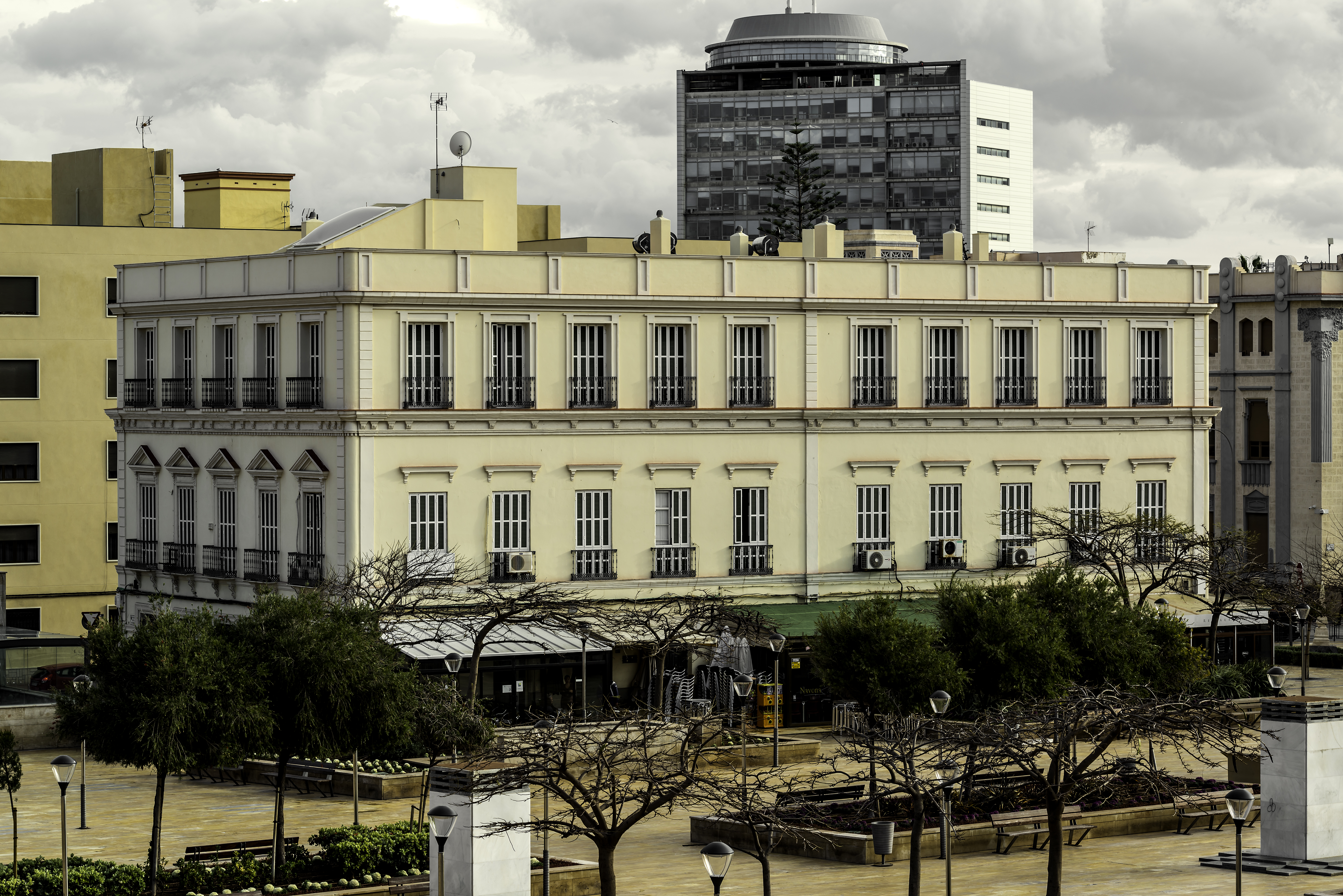